# Maliu, Chongqing
Maliu (kinesiska: 麻柳) är en socken i sydvästra Kina. Den ligger i stadsdistriktet Kaizhou i storstadsområdet Chongqing, omkring 260 kilometer nordost om det centrala stadsdistriktet Yuzhong. Antalet invånare är 17 451. Befolkningen består av 8 407 kvinnor och 9 044 män. Barn under 15 år utgör 26,0 %, vuxna 15-64 år 60 %, och äldre över 65 år 12,0 %.